# Protestantische Rompilger
Protestantische Rompilger. Der Verrat an Luther und der „Mythus des 20. Jahrhunderts“ ist eine 1937 veröffentlichte Kampfschrift des NSDAP-Politikers Alfred Rosenberg und eine Hetzschrift gegen die evangelischen Kritiker seines Buches Der Mythus des 20. Jahrhunderts (1930), die größtenteils der Bekennenden Kirche angehörten.
In der Rompilger-Schrift fordert Rosenberg die Loslösung der Deutschen vom Christentum und bezeichnet die christliche Lehre von Sünde und Gnade als „Lehre von der Minderwertigkeit“.

## Publikation
Das Buch erschien im Hoheneichen-Verlag, München, im August 1937 in einer 86-seitigen Fassung und erlebte noch im selben Jahr mehrere Auflagen von zusammen mehreren hunderttausend Exemplaren. Nach dem Erscheinen seines Buches An die Dunkelmänner unserer Zeit. Eine Antwort auf die Angriffe gegen den „Mythus des 20. Jahrhunderts“, in dem er sich 1935 gegen seine katholischen Kritiker gewandt hatte, stellte Rosenberg die fertig konzipierte Rompilger-Schrift – seine zweite Ergänzungsschrift zum Mythus des 20. Jahrhunderts – auf Hitlers Wunsch hin zurück. Obwohl am 1. Juli 1937 das von Goebbels angeordnete Buchkritikverbot in Kraft getreten war, erschienen bis Jahresende 1937 noch mehrere kritische Stellungnahmen.

## Reaktionen der Evangelischen Kirche
Die Schrift löste bei der Deutschen Evangelischen Kirche, der evangelisch-lutherischen Kirche, dem Reichsbruderrat, der schlesischen Bekenntnissynode (Naumburger Synode), dem Martin-Luther-Bund und anderen mit ihnen verbundenen Kirchen einen Sturm der Entrüstung aus. Eine öffentliche Erwiderung der protestantischen Kirchenführer, unterzeichnet von Otto Zänker, erschien unter dem Titel Die Erklärung der 96 evangelischen Kirchenführer gegen Alfred Rosenberg.
Im Sommer 1937 hielt Theodor Dipper Vorträge, in denen er sich kritisch mit Rosenberg auseinandersetzte. Am 16. Dezember 1937 wurde gegen Theodor Dipper ein Redeverbot verhängt. „Sie haben mit Ihrer Verfügung die Verkündigung des Wortes Gottes verboten. Diese Verkündigung aber ist mir als Prediger des Wortes Gottes befohlen“, wird er zitiert.
Walter Künneth veröffentlichte unter anderem Wider die Verfälschung des Protestantismus. Evangelische Antwort auf Alfred Rosenbergs Schrift ‚Protestantische Rompilger‘ und seine Erwiderung Sterbender Protestantismus? Die evangelische Wahrheit, die in 112.000 Exemplaren verbreitet wurde. Seine dritte Entgegnungsschrift Wider die Verfälschung des Protestantismus wurde vor der Drucklegung im Oktober 1937 beschlagnahmt. Gegen Künneth sprach das Reichssicherheitshauptamt Ende 1937 ein „Rede- und Schreibverbot ‚aus staatspolitischen Gründen‘“ aus. Die Universität Berlin entzog ihm die Lehrerlaubnis. Die Gestapo schloss die zur Inneren Mission gehörende Apologetische Centrale in Berlin-Spandau, deren Leiter Künneth war.
Auch aus den Reihen der nationalsozialistischen Deutschen Christen erfuhren Rosenbergs Rompilger Skepsis und punktuelle Kritik. Im Gegensatz zur Bekennenden Kirche interpretierten sie Rosenberg jedoch nicht als auf die Theologie durchgreifend, sondern machten „das verleugnende Sowohl-als-auch zum bestimmenden Prinzip“: Die nationalsozialistische Weltanschauung könne neben der christlichen Religion bestehen. Siegfried Scharfe erklärte die Deutschen Christen zur „Volkskirche“ und für „bereit, ‚sich in die große Front der völkischen Marschierer einzuordnen‘, wollen aber ihrer ‚geistlichen Bestimmung ganz treu bleiben‘.“

## Folgen
Rosenberg führte seinen mit dem Kirchenkampf in Verbindung stehenden Feldzug um das Lebensrecht der Kirchen im nationalsozialistischen Staat unvermindert weiter und geriet darüber auch mit Parteigenossen in Konflikt. Dietrich Müller schildert den Niedergang von Rosenbergs streng kirchenfeindlicher Position in den Jahren 1938–1940:

„Die Ablehnung seiner drei ‚Mythus‘-Schriften hat Rosenberg nicht ruhen lassen. 1939 verfasste er eine vierte Schrift zur Klärung der nationalsozialistischen Begriffe ‚Weltanschauung und Religion‘ als katechismusartige Thesen. Der Stellvertreter des Führers, Martin Bormann, schlug Rosenberg vor – selbst er hatte keinen Zugang zu Hitler mehr – sie als Broschüre innerhalb der Partei zu verbreiten, damit RMK Kerrl durch seine ‚törichten Behauptungen‘, Religion dürfe nicht als Politik und Politik nicht als Religion ‚missbraucht‘ werden, die Öffentlichkeit nicht beunruhigen könne. Rosenberg ließ sich von seinen Visionen nicht abbringen, auch wenn man, wie er einräumte, die beiden Kirchen jetzt noch nicht als staatsfeindlich verbieten könne. Die von Rosenberg und Kerrl geplanten Veröffentlichungen wurden vom Führer 1940 als unzeitgemäß zurückgestellt[.]“

Hitler vertagte diese Auseinandersetzung auf die Zeit nach dem „Endsieg“.

## Ausgabe
- Protestantische Rompilger. Der Verrat an Luther und der „Mythus des 20. Jahrhunderts“. 1. Auflage. Hoheneichen-Verlag, München 1937 (86 Seiten).

## Erwiderungsschriften
- Otto Dibelius: Drei Randbemerkungen zu einem Kapitel Rosenberg [sc. Protestantische Rompilger], Berlin: Ev. Hilfsdienst o. J. [1937]
- Protestantische Rompilger. Flugblatt des protestantischen Dekans Kornacker. Kempten 1937.
- Walter Künneth: Evangelische Wahrheit! Ein Wort zu Alfred Rosenbergs Schrift „Protestantische Rompilger“. Wichern-Verlag, Berlin 1937 (30 Seiten).
- Ulrich Nielsen (Hrsg.): Ein Wort zu Alfred Rosenbergs Protestantische Rompilger: Rompilger oder Protestanten? Schriften-Verlag, Basel [ca. 1937] (12 Seiten; Evangelische Schriften, Heft 8).
- Siegfried Scharfe: Verrat an Luther? Erwiderung auf Alfred Rosenbergs „Protestantische Rompilger“. Deutscher Bibeltag, Halle 1937 (31 Seiten).
- August Marahrens, Friedrich Müller, Thomas Breit: Erklärung gegen Rosenberg (31. Oktober 1937), in: Joachim Beckmann (Hrsg.): Kirchliches Jahrbuch für die Evangelische Kirche in Deutschland 1933–1944, Gütersloh: Gerd Mohn 2. Auflage 1976, S. 211–213 (online auf geschichte-bk-sh.de). Unter dem Titel Die Erklärung der 96 evangelischen Kirchenführer gegen Alfred Rosenberg zuerst abgedruckt in: Friedrich Siegmund-Schultze (Hrsg.): Ökumenisches Jahrbuch 1936–1937, Zürich und Leipzig: Max Niehans 1939, S. 240–247.